# Санбери (графство, Нью-Брансуик)
Графство Санбери расположено в центральной части канадской провинции Нью-Брансуик. По данным переписи 2006 года численность населения графства составляет 25 542 человек. 
Графство было одним из первых восьми графств, образованных в 1785 году.
На территории графства расположена одна из крупнейших баз вооружённых сил Канады Гейджтаун .

## Населённые пункты и приходы
Вся территория графства включает в себя один город, две деревни, семь приходов и одну индейскую резервацию .
| Название            | Оригинальное название | Статус     | Площадь | Население |
| ------------------- | --------------------- | ---------- | ------- | --------- |
| Оромокто            | Oromocto              | Город      | 22,37   | 8402      |
| Трэси               | Tracy                 | Деревня    | 29,36   | 619       |
| Фредериктон-Джанкшн | Fredericton Junction  | Деревня    | 23,86   | 715       |
| Бартон              | Burton                | Приход     | 259,48  | 5019      |
| Блиссвилл           | Blissville            | Приход     | 342,40  | 848       |
| Глэдстоун           | Gladstone             | Приход     | 362,18  | 538       |
| Линколн             | Lincoln               | Приход     | 159,83  | 5764      |
| Могервилл           | Maugerville           | Приход     | 921,31  | 1715      |
| Нортфилд            | Northfield            | Приход     | 304,06  | 729       |
| Шеффилд             | Sheffield             | Приход     | 271,95  | 909       |
| Оромокто 26         | Oromocto 26           | Резервация | 0,28    | 284       |

Часть деревни Минто находится на территории графства Санбери, но для целей статистической службы Канады считается частью графства Куинс. Аналогично, Часть города Фредериктон находится на территории графства, но считается частью графства Йорк.